# Hodějice
Hodějice (dříve též Hodějovice) jsou obec v okrese Vyškov v Jihomoravském kraji. Žije zde přibližně 1 100 obyvatel. Nachází se ve Velkopavlovické vinařské podoblasti (viniční trať: Zadní vrchy).

## Název
Do 16. století bylo název vesnice zapisováno jako Hodětice. Jeho základem bylo osobní jméno Hoděta (ve starším tvaru Hoďata), domácká podoba některého jména obsahujícího -hod- (Hodslav, Hoděmysl, Brzohod aj.). Výchozí podoba Hodětici (Hoďatici) byla pojmenováním obyvatel vsi a znamenala "Hodětovi lidé". Podoba Hodějice je doložena od počátku 17. století.

## Historie

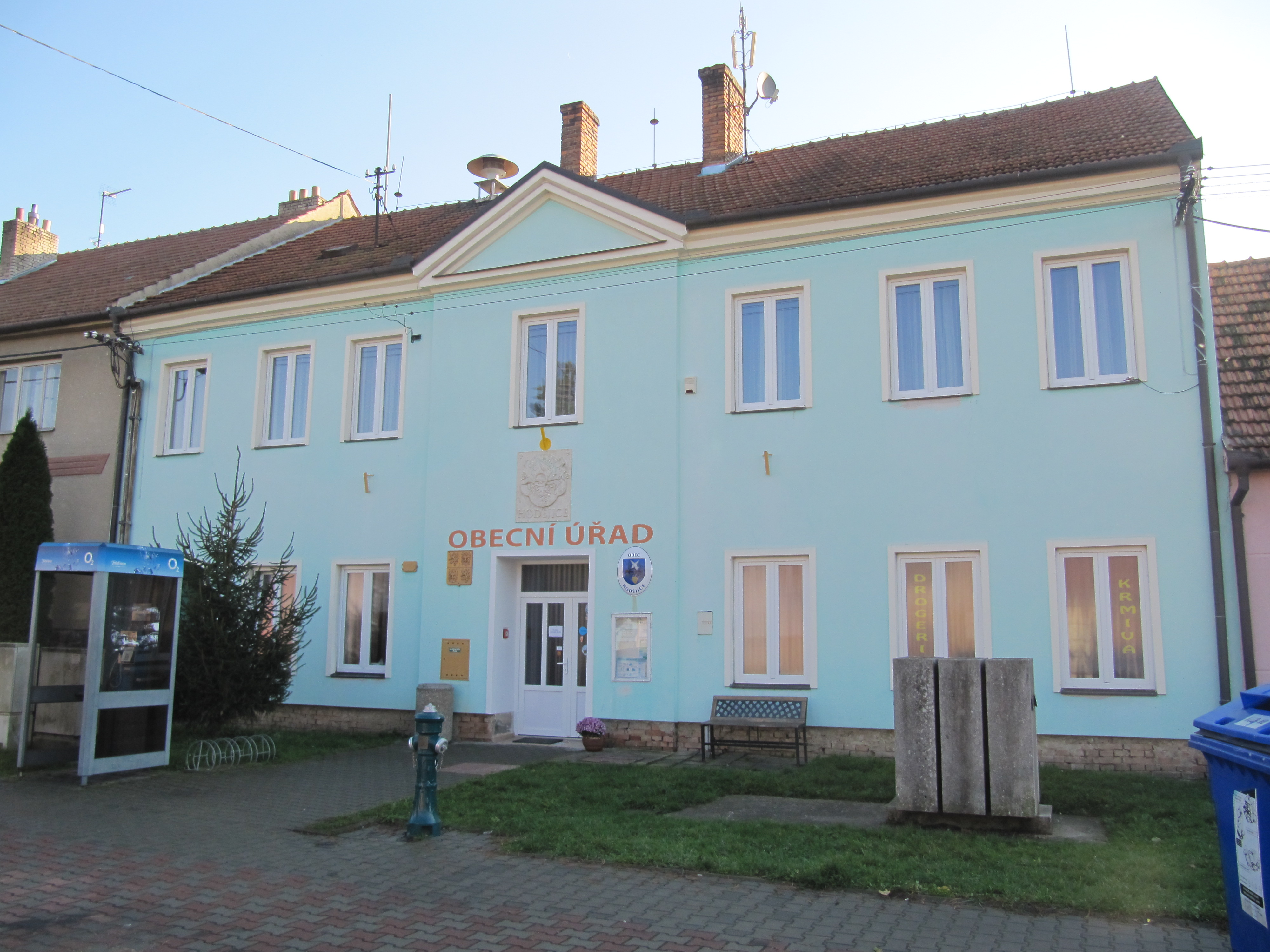
Obecní úřad (2012)

První písemná zmínka o obci pochází z roku 1464.

### Exulanti
V době pobělohorské během slezských válek emigrovaly z náboženských důvodů celé rodiny do pruského Slezska. V roce 1743 z Hodějic prokazatelně uprchli přes Münsterberg a Rixdorf do Berlína tito nekatolíci:
- Kateřina Kučerová roz. Honzíková (1717 Hodějice – 15. dubna 1750 Berlín) s manželem Josefem Kučerou (1717 Heršpice – 26. února 1787 Berlín)
- Kateřina Chudobová, svobodná (1711 Hodějice – 15. května 1751 Berlín)

## Obyvatelstvo

### Struktura
V obci k počátku roku 2016 žilo celkem 969 obyvatel. Z nich bylo 464 mužů a 505 žen. Průměrný věk obyvatel obce dosahoval 41,5 let. Dle Sčítání lidu, domů a bytů, provedeného v roce 2011, žilo v obci 908 lidí. Nejvíce z nich bylo (15,6 %) obyvatel ve věku od 30 do 39 let. Děti do 14 let věku tvořily 13,7 % obyvatel a senioři nad 70 let úhrnem 7,6 %. Z celkem 784 občanů obce starších 15 let mělo vzdělání 41,6 % střední včetně vyučení (bez maturity). Počet vysokoškoláků dosahoval 5,9 % a bez vzdělání bylo naopak 0,1 % obyvatel. Z cenzu dále vyplývá, že ve městě žilo 427 ekonomicky aktivních občanů. Celkem 93,7 % z nich se řadilo mezi zaměstnané, z nichž 73,8 % patřilo mezi zaměstnance, 2,1 % k zaměstnavatelům a zbytek pracoval na vlastní účet. Oproti tomu celých 50,1 % občanů nebylo ekonomicky aktivní (to jsou například nepracující důchodci či žáci, studenti nebo učni) a zbytek svou ekonomickou aktivitu uvést nechtěl. Úhrnem 427 obyvatel obce (což je 47 %), se hlásilo k české národnosti. Dále 210 obyvatel bylo Moravanů a 2 Slováci. Celých 407 obyvatel obce však svou národnost neuvedlo.
Vývoj počtu obyvatel za celou obec i za jeho jednotlivé části uvádí tabulka níže, ve které se zobrazuje i příslušnost jednotlivých částí k obci či následné odtržení.
| Místní části   | Místní části  | 1869 | 1880 | 1890 | 1900  | 1910  | 1921  | 1930  | 1950  | 1961  | 1970  | 1980 | 1991 | 2001 | 2011 | 2021  |
| -------------- | ------------- | ---- | ---- | ---- | ----- | ----- | ----- | ----- | ----- | ----- | ----- | ---- | ---- | ---- | ---- | ----- |
| Počet obyvatel | část Hodějice | 809  | 898  | 985  | 1 074 | 1 187 | 1 234 | 1 224 | 1 110 | 1 140 | 1 082 | 957  | 822  | 811  | 908  | 1 044 |
| Počet domů     | část Hodějice | 180  | 190  | 199  | 210   | 229   | 240   | 267   | 282   | 298   | 296   | 270  | 299  | 311  | 326  | 376   |

### Náboženský život
Obec je sídlem římskokatolické farnosti Slavkov u Brna. Ta je součástí slavkovského děkanství – Brněnské diecéze v Moravské provincii. Při censu prováděném v roce 2011 se 296 obyvatel obce (33 %) označilo za věřící. Z tohoto počtu se 246 hlásilo k církvi či náboženské obci, a sice 211 obyvatel k římskokatolické církvi (23 % ze všech obyvatel obce) a 8 k českobratrským evangelíkům. Úhrnem 205 obyvatel se označilo bez náboženské víry a 407 lidí odmítlo na otázku své náboženské víry odpovědět.

## Obecní symboly
Znak a vlajka byly obci uděleny rozhodnutím předsedy Poslanecké sněmovny Parlamentu České republiky dne 18. června 2003.

## Pamětihodnosti
- Filiální kostel svatého Bartoloměje